# Західний Малікакаду
Грама Ніладхарі Західний Малікакаду (№ 44A) — Грама Ніладхарі підрозділу ОС Каратіву, округ Ампара, Східна провінція, Шрі-Ланка.

## Демографія
| Населення (2007) | Населення (2007) | Населення (2007) | Населення (2007) | Населення (2007) |
| Населення        | Чоловіки         | Жінки            | Діти             | Дорослі          |
| ---------------- | ---------------- | ---------------- | ---------------- | ---------------- |
| 1551             | 775              | 776              | 519              | 1032             |